# Депо Сьєрра
Депо Сьєрра (англ. Sierra Army Depot) — військова база армії Сполучених Штатів і склад військового обладнання, озброєння та майна, яке розташоване поблизу некорпоративної громади Герлонг, Каліфорнія. Депо було побудоване у 1942 році як одне з кількох сховищ боєприпасів, розташованих досить глибоко всередині країни, щоб бути в безпеці від ймовірної японської атаки, але досить близько до військових постів і портів поздовж західного узбережжя США, щоб полегшити доставку припасів на Тихоокеанський театр війни. Місце також найліпшим чином відповідає вимогам, щодо розташування в сухому та ізольованому місці з постійними кліматичними умовами.

## Призначення
Армійський склад Сьєрра був створений у 1942 році як склад боєприпасів і устаткування загального постачання. Протягом багатьох років він розвивався та сьогодні SIAD пропонує низку унікальних можливостей логістики, підтримки та технічного обслуговування.
Можливості включають:
- Сертифіковано за як ISO 9001:2015 (управління якістю), так і ISO 14001:2015 (екологічний стандарт); має намір стати учасником Програми добровільного захисту (VPP), сертифікованої зіркою.
- Більше 36 000 акрів, які можна забудувати.
- Злітно-посадкова смуга довжиною 10 000 футів здатна підтримувати військові та комерційні літаки.
- Експерти зі складання та управління конфігурацією комплектів, пакування та контейнеризації унікальних військових систем.
- Постійно інвестує в удосконалення процесів, щоб удосконалити та вдосконалити основні компетенції логістики, швидкого розгортання та промислової експлуатації.
- Виконує отримання, підзвітність, зберігання, догляд за запасами в сховищі, скидання, оновлення, конфігурацію системи, комплектування та складання, а також доставку по всьому світу за низкою програм, включаючи армійські запаси, мобільні логістичні центри забезпечення, оптові запаси та різні товари флоту.
- Є центральним місцем керування оптовими запасами та активами, керованими програмою; отримує, записує, класифікує, зберігає, обслуговує, підтримує та відправляє матеріали в напрямку власників; загальна видимість активів і матеріалів для визначення розміщення та аналізу майбутніх потреб.
- Сучасна органічна транспортна мережа, здатна підтримувати всі військові та комерційні літаки, залізниці та вантажівки, здатні негайно реагувати на всі вимоги в усьому світі.
- Консервація та створення прототипів упаковки.
- Найбільший спеціалізований об'єкт армії для збереження застарілого обладнання та матеріалів, що виводяться з експлуатації з частин та з театрів дії; здійснює управління матеріально-технічним забезпеченням для більшості майна агентства, які не перебувають під управлінням армії, предметів, що перебувають під управлінням армії, і повернутого обладнання класу IX для повторного використання та перерозподілу під керівництвом менеджерів предметів і програм.
- Керує більшістю ретроградного нестандартного обладнання армії (NSE); отримує, ідентифікує, класифікує, інвентаризує, зберігає, захищає, перевіряє, пакує та відправляє по всьому світу.
- Отримує, ідентифікує, класифікує, інвентаризує, зберігає, захищає, перевіряє, пакує та відправляє по всьому світу велику кількість армійських предметів OCIE.
- Управляє надлишковими основними кінцевими предметами класу VII у своїй бойовій машині та обладнанні Центру завершення експлуатації; понад 20 тис. одиниць бойової техніки та озброєння, що зберігаються у керівників пунктів; отримує, ідентифікує, класифікує, інвентаризує, зберігає, захищає та відправляє активи; здійснює контрольовану заготівлю деталей для виробничих ліній, діючих армійських підрозділів та іноземних військових продажів.